# 沙岭子东站
沙岭子东站（Shalingzi East Railway Station）是京包铁路（原京张铁路）上的一个小火车站，位于河北省张家口市宣化区境内，数次的铁路提速以后，沙岭子东站被边缘化，已经无客运列车经停，现主要作为张家口发电厂的煤炭运输车站使用。